# Манороханта, Сесиль
Сесиль Манороханта (фр. Cécile Marie Ange Dominique Manorohanta) — премьер-министр Мадагаскара с 18 по 20 декабря 2009 года.

## Биография
Родилась в семье французского офицера и домохозяйки. Закончила философский факультет Университета в г. Анциранана. В 1993 году защитила докторскую степень в университете Монреаля.
- С 2 октября 2002 по 25 января 2007 года — ректор университета в Анциранане
- С 25 января по 27 октября 2007 года — заместитель министра образования и научных исследований Мадагаскара.

27 октября 2007 года она была назначена министром обороны в правительстве премьер-министра Шарля Рабеманандзары и стала первой женщиной — министром обороны в своей стране. 9 февраля 2009 года объявила о своей отставке.
Новый переходный президент Андри Радзуэлина 8 сентября 2009 года вновь назначил её членом правительства в качестве заместителя премьер-министра по внутренним делам. С 22 октября 2009 года она исполняла обязанности премьер-министра (сначала за заболевшего, а с 3 декабря находившегося за границей Эжена Мангалазу). 18 декабря Радзуэлина уволил Мангалазу, чьё назначение было одобрено оппозицией, как часть соглашения о разделении власти, и назначил Манороханту главой правительства. 20 декабря президент отменил её назначение, и премьер-министром стал полковник Альбер Камиль Виталь.
Сесиль Манороханта имеет 3 братьев, 3 сестёр и 2 дочерей.